# Вампири от Средна Русия
„Вампири от Средна Русия“ (на руски: „Вампиры средней полосы“) е руски фентъзи сериал.
Създаден от филмовата компания „Старт Студио“. Премиерата е във видеоуслугата Start. Телевизионната премиера се състои по канала ТНТ.

## Сюжет
Семейството на вампирите живее спокойно в Смоленск. Те не докосват хората. Но Пазителите наблюдават вампирите. Веднъж в брезова горичка край Смоленск полицията открива напълно обезкървените трупове на две момчета със следи от ухапвания. Главата на вампирското семейство (Светослав Вернидубович) се опитва да разбере кой го е направил.

## Актьорски състав
- Юрий Стоянов – Светослав Вернидубович Кривич (главата на вампирското семейство)
- Екатерина Кузнецова (сезон 1) / Анастасия Стежко (от сезон 2) – Анна (вампир, полицай)
- Глеб Калюжни – Евгений (вампир, блогър)
- Артьом Ткаченко – Жан Иванович (вампир, лекар)
- Олга Мединич – графиня Олга Воронцова (вампир, театрален учител)
- Михаил Гаврилов – Иван Жалински (полицай)
- Татяна Догилева – Ирина Виталиевна Бредихина (ръководител на Пазителите)
- Дмитрий Лисенков – Константин Бредихин (синът на Ирина Виталиевна, по – късно-новият глава на Пазителите)
- Андрей Соколов – Андрей Петрович Усачев (полицай) – сезон 2
- Ева Смирнова – Мила (вампир, дете) – сезон 2
- Егор Дружинин – Борис Феликсович (враг на вампирите) – сезон 2

## Списък с епизоди
| Сезон | Сезон              | Епизоди            | Премиера първи епизод | Премиера последни епизод |
| ----- | ------------------ | ------------------ | --------------------- | ------------------------ |
|       | 1                  | 8                  | 18 март 2021          | 6 май 2021               |
|       | Новогодишен епизод | Новогодишен епизод | 29 декември 2021      | 29 декември 2021         |
|       | 2                  | 8                  | 13 декември 2022      | 31 януари 2023           |